# Cerretti (Santa Maria a Monte)
Cerretti è una frazione del comune italiano di Santa Maria a Monte, nella provincia di Pisa, in Toscana.

## Geografia fisica
Il borgo è situato tra il Valdarno Inferiore e la Valdinievole, nell'area collinare boscosa delle Cerbaie alle pendici occidentali della vetta di Poggio Mozzo (109 m s.l.m.), a nord del fiume Arno e al confine con il comune di Castelfranco di Sotto.
Cerretti dista circa 3 km dal capoluogo comunale e poco più di 30 km da Pisa.

## Storia
Il toponimo deriva dal tipo di vegetazione presente nel territorio in cui il paese sorge ed è originato dalla contrazione di Cerri erti in Cerretti. L'area della frazione è stata frequentata in epoca preistorica, come dimostra il ritrovamento di manufatti litici riferibili al Paleolitico medio e superiore, in seguito ad una campagna di scavi iniziata sulle colline delle Cerbaie nel 1987.
Il paese di Cerretti è sorto tra la fine del XIX e gli inizi del XX secolo all'interno dell'ampio territorio della storica tenuta delle Pianore, nel tentativo di fornire di un centro abitato le varie località rurali sparse sulle colline: il centro del paese è stato realizzato nel luogo fino ad allora comunemente noto come Le Scuole, in quanto era qui presente solamente un edificio scolastico per le popolazioni di queste località. Nel 1959 la frazione è stata dotata di una parrocchia indipendente distaccata da Santa Maria a Monte e comprendente la storica parrocchia delle Pianore.

## Monumenti e luoghi d'interesse

### Chiesa del Cuore Immacolato di Maria
Al centro del paese è situata la chiesa del Cuore Immacolato di Maria Santissima, chiesa parrocchiale della frazione. L'edificio di culto è stato costruito tra il 1971 e il 1972 e solennemente consacrato il 31 maggio 1972 dal vescovo Paolo Ghizzoni. La parrocchia del Cuore Immacolato fu istituita il 10 aprile 1959, con decreto vescovile di monsignor Felice Beccaro, e riconosciuta civilmente il 24 luglio 1964. Per prima cosa fu realizzata la casa canonica tra il 1964 e il 1965, e successivamente la chiesa su progetto dell'architetto cascinese Giuseppe Santi. Alle dipendenze della chiesa di Cerretti vi è anche una piccola cappella in località Pregiuntino.
La parrocchia si estende su un territorio che conta circa 1 000 abitanti.

## Cultura

### Eventi
Ogni anno in estate è organizzata a Cerretti la "Sagra della trippa".